# Collinson Peninsula
Collinson Peninsula är en halvö i Kanada.   Den ligger i territoriet Nunavut, i den nordöstra delen av landet, 3 100 km nordväst om huvudstaden Ottawa.
Trakten runt Collinson Peninsula består i huvudsak av gräsmarker. Trakten runt Collinson Peninsula är nära nog obefolkad, med mindre än två invånare per kvadratkilometer.